# Joachim Stöckle
Joachim Stöckle (* 1936 in Kaiserslautern; † 18. Juni 2013 in Landau in der Pfalz) war ein deutscher Verwaltungsjurist und Politiker (CDU).

## Leben
Joachim Stöckle wurde 1936 in Kaiserslautern geboren und wuchs im westpfälzischen Wolfstein auf. Als er 16 Jahre alt war, zog die Familie nach Landau um, wo er 1956 sein Abitur ablegte. An der Universität München studierte er Rechtswissenschaft und Volkswirtschaftslehre. Im Jahr 1964 absolvierte er die zweite juristische Staatsprüfung und war danach beim Landratsamt in Rockenhausen und am Forschungsinstitut der Hochschule für Verwaltungswissenschaften in Speyer tätig. 1968 folgte eine Tätigkeit als Referatsleiter beim Innenministerium des Landes Rheinland-Pfalz in Mainz.
1976 wurde er zum Landrat des Landkreises Germersheim berufen, dem er bis 1991 vorstand. In diesem Amt legte er großen Wert auf den Auf- und Ausbau der grenzübergreifenden Zusammenarbeit am Oberrhein.
Stöckle war über 30 Jahre lang im Landkreistag Rheinland-Pfalz aktiv, von 1990 bis 1993 war er dessen Vorsitzender. Er gehörte von 1984 bis 2009 dem Bezirkstag Pfalz an, dem er von 1999 bis 2004 vorstand. Von 2002 bis 2007 führte er den Aufsichtsrat der Pfalzwerke an. Zudem war er über Jahre Vorsitzender des Trägervereins des Deutschen Straßenmuseums, zu dessen Ehrenvorsitzenden er ernannt wurde.
Während seines Ruhestandes wohnte Stöckle lange Zeit in Kandel und zog wenige Monate vor seinem Tod nach Landau um, wo er zusammen mit seiner Frau Brigitte seinen Lebensabend verbringen wollte.

## Ehrungen
- 1986: Bundesverdienstkreuz am Bande
- 2005: Pfälzer Löwe, höchste Auszeichnung des Bezirksverbands Pfalz[2]
- 2005: Johann Christian von Hofenfels-Medaille